# Гомзин, Борис Владимирович
Бори́с Влади́мирович Го́мзин (1887—1965) — офицер-кавалерист Русской императорской армии, участник Первой мировой и гражданской войн, подполковник армии УНР. С 1923 года — политэмигрант в Польше, Чехословакии, Германии, в эмиграции — один из ближайших соратников гетмана Павла Скоропадского, украинский поэт, прозаик, публицист, фельетонист.

## Биография
Из дворян Херсонской губернии. Православного вероисповедания. Родился в Балтском уезде Подольской губернии, на хуторе близ местечка Саврань, в имении своего отца.
После окончания полного курса Елисаветградской мужской классической гимназии поступил на юридический факультет Новороссийского университета в Одессе, однако, проучившись два семестра, оставил учёбу в университете и вступил в военную службу вольноопределяющимся 1-го разряда.

### Служба в Русской императорской армии
В 1906 году был зачислен юнкером в Елисаветградское кавалерийское училище, полный курс которого окончил в 1908 году, с производством из портупей-юнкеров в корнеты (со старшинством в чине с 14.06.1907) и с назначением на службу в 9-й гусарский Киевский полк (г. Васильков, Киевская губерния). Служил младшим офицером эскадрона, за выслугу лет в 1911 году был произведен в поручики
Участник Первой мировой войны. Воевал в составе своего полка. 9-й гусарский Киевский полк с первых дней войны действовал в составе 9-й кавалерийской дивизии на Юго-Западном фронте: до марта 1915 года — в составе 9-го армейского корпуса 3-й армии, затем — в составе 2-го конного корпуса (9-й армии, в 1916/1917 году — 7-й армии, со второй половины 1917 года — 8-й армии Румынского фронта). За годы войны Борис Гомзин был удостоен пяти боевых орденов, в июле 1915 года, за выслугу лет, был произведен в штабс-ротмистры.

### Служба в украинской армии
После октября 1917 года штабс-ротмистр Гомзин продолжал службу в 5-м запасном кавалерийском полку (г. Балаклея, Харьковская губерния). С ноября 1917 года — выборный командир эскадрона, затем — выборный командир полка (полк был украинизирован, переименован на 1-й Украинский казацкий конный учебный полк, и включён в состав содаваемой армии Украинской народной республики).
В январе 1918 года, после захвата Балаклеи красногвардейскими отрядами Антонова-Овсеенко, Гомзин с остатками своего полка отступил в Полтаву, затем в Киев, где, будучи зачисленным в состав военизированного формирования Украинской народной республики (УНР) «Гайдамацкий кош Слободской Украины», принимал участие в обороне Киева от красногвардейских отрядов Муравьёва.
С апреля 1918 года Борис Гомзин в чине сотника служил в вооружённых силах Украинской державы, — адъютант коменданта Харькова, с июля 1918 года — начальник канцелярии коменданта Харькова.
После отречения гетмана Скоропадского от власти продолжал служить в украинской армии:
- с января 1919 — начальник оперативной части штаба Правобережного фронта действующей армии УНР,
- с мая 1919 — офицер для поручений при Военном министерстве УНР,
- с июля 1919 — помощник командира 1-го пешего рекрутского полка действующей армии УНР,
- с апреля 1920 — командир конного дивизиона 6-й Сечевой дивизии армии УНР,
- с 23 июня 1920 — помощник начальника разведывательного отдела Генерального штаба УНР.

Участник советско–польской войны на стороне поляков в составе армии УНР (2-го формирования), подполковник армии УНР. В декабре 1920 года, после прекращения боевых действий, был интернирован в Польше, находился в лагерях для интернированных военных армии УНР. В 1921 году был заместителем директора политического департамента Министерства внутренних дел правительства УНР в изгнании, исполнял обязанности начальника отдела связи с повстанческими отрядами, действовавшими на Украине.

### Эмигрант
С 1923 года жил в эмиграции во Львове (в то время — в составе Польской республики), впоследствии перебрался в Чехословакию. Обучался на историко-филологическом отделе Украинского педагогического института имени М. Драгоманова (Прага). Работал ассистентом кафедры истории украинской литературы, затем редактором журнала «Студент». Был активным деятелем гетманского движения, руководил «Союзом Гетьманцив–Державныкив» (переименованный «Союз Украинских Хлиборобив–Державныкив») в Чехословакии.
С 1938 года жил в Берлине, находился в ближайшем окружении гетмана Скоропадского. Во время Второй мировой войны, возглавлял эмиграционный военный штаб при гетмане. Сотрудничал и редактировал журнал « (укр.) Нація в поході» Скоропадского. С 1942 года — председатель националистической организации «Украинская Громада», проводившей на оккупированной немцами территории Украины антисоветскую, проукраинскую и прогерманскую, пропаганду и агитацию. После войны жил в Западной Германии.
Автор многочисленных статей и воспоминаний. Писал на украинском языке, печатался в периодических изданиях украинской диаспоры в Польше, Чехословакии, Германии.
Умер 15 ноября 1965 года.

## Избранные произведения
(на украинском языке)
- сборник стихов «Трой-зелье» (1928)
- поэмы «Экклезиаст», «Ло́вы»
- сборник рассказов «Проклятые времена» (о гражданской войне на Украине)
- драма «Кровь зовет»
- книга  (укр.) «Большевизм — органічне московське явище. Зі щоденника людини, що її оточення не розуміє, не хоче, або й не може розуміти.» (1957)
- памфлеты и очерки

## Награды
Российской империи:
- Медаль «В память 100-летия Отечественной войны 1812» (1912)
- Медаль «В память 300-летия царствования дома Романовых» (1913)
- Орден Святого Станислава 3-й степени с мечами и бантом (ВП от 05.02.1915)
- Орден Святого Владимира 4-й степени с мечами и бантом (ВП от 24.06.1915)
- Орден Святого Станислава 2-й степени с мечами (ВП от 08.10.1915)
- Орден Святой Анны 4-й степени с надписью «За храбрость» (утв. ВП от 30.10.1915)
- Орден Святой Анны 3-й степени с мечами и бантом (утв. ВП от 26.04.1916)

## Комментарии
1. ↑  По другим данным, Борис Гомзин по происхождению — из потомственных дворян Санкт-Петербургской губернии, имевших большие имения в Балтском уезде Подольской губернии. Его прадедом был известный столичный художник и архитектор Иван Григорьевич Гомзин (1784—1831), дедом — генерал-майор Андрей Иванович Гомзин (ок.1823 — 1885), получивший в 1877 году в аренду, в качестве награды, сельскохозяйственные земли близ местечка Саврань, Балтского уезда. Генерал Гомзин имел троих сыновей: Владимира (ок.1857 года рождения), Николая (1867 г.р.), Александра (1873 г.р.), и двоих дочерей (Марию и Екатерину). После 1885 года имение генерала досталось по наследству его сыновьям: «Андреевской фермой» управлял Владимир Андреевич, отец Бориса Гомзина, «Евдокиевской фермой» близ села Бондурово, что в 20 км от Саврани, владел другой сын генерала Гомзина, Николай Андреевич, на 1914 год — коллежский асессор, старший чиновник для поручений Императорской Академии Художеств. В 1882 году харьковская газета «Южный край», в номере от понедельника 6 (18) сентября, опубликовала следующую заметку: «Балта. В скором времени здесь будет рассмотрено, по словам «Зари», дело о сыне генерала, подпоручике Гомзине, обвиняемом в убиении урядника. Гомзин, в местечке Саврани Балтского уезда, провожал домой часу в десятом вечера своих знакомых дам. Возле самого дома к ним подошёл урядник и стал придираться к Гомзину и оскорблять дам, говоря, что «…порядочные женщины так поздно не ходят и что он всех их как публичных женщин арестует». Надо заметить, что дамы эти, как оседлые жительницы, принадлежащие к местной аристократии, были хорошо известны полицейскому уряднику. Несмотря на просьбы и угрозы Гомзина, урядник продолжал оскорблять дам. Наконец, взбешенный Гомзин забежал на квартиру, схватил там ружьё, и, вернувшись, одним выстрелом положил урядника на месте. Гомзин тотчас был арестован, но вскоре, по представлению отцом его большого залога, выпущен на свободу.» Очевидно, что подсудимым был старший сын генерала — Владимир, будущий отец Бориса Гомзина.